# Лозавец
Лозавец — река в Свердловском районе Орловской области России, левый приток Рыбницы. Исток реки на северной окраине деревни Анненский Лазавец, на отметке высоты 222 м, течёт, в основном, в северо-восточном направлении, впадает в 50 км по левому берегу Рыбницы, у южной окраины деревни Козьминское, на отметке высоты 177 м. Длина реки составляет 11 км.

## Данные водного реестра
По данным государственного водного реестра России относится к Окскому бассейновому округу, водохозяйственный участок реки — Ока от истока до города Орёл, речной подбассейн реки — бассейны притоков Оки до впадения Мокша. Речной бассейн реки — Ока.
Код объекта в государственном водном реестре — 09010100112110000017869.